# HC 05 Banská Bystrica
HC 05 Bańska Bystrzyca – słowacki klub hokejowy z siedzibą w Bańskiej Bystrzycy.
Klub został założony w 2005 roku, zaś w najwyższej słowackiej klasie rozgrywkowej występuje od 2008 roku.
Do końca sezonu 2011/12 trenerem drużyny był Milan Staš. Jego następcą został Vladimír Országh.

## Dotychczasowe nazwy
- 1922 - Slávia Banská Bystrica
- 1939 - ŠK Banská Bystrica
- 1948 - Sokol NV Banská Bystrica
- 1953 - Slovan Banská Bystrica
- 1958 - Červená Hviezda Banská Bystrica
- 1962 - Iskra Smrečina Banská Bystrica
- 1993 - ŠK Iskra Banská Bystrica
- 1995 - Iskra Zlatý Bažant Banská Bystrica
- 1999 - ŠaHK Iskra Banská Bystrica
- 2005 - HC´05 Banská Bystrica

## Sukcesy
- Złoty medal 1. ligi: 1995, 1998, 2006, 2008
- Brązowy medal mistrzostw Słowacji: 2011, 2014
- Srebrny medal mistrzostw Słowacji: 2015, 2016
- Złoty medal mistrzostw Słowacji: 2017, 2018, 2019

## Zawodnicy
W klubie występował w latach 1993-1994 Polak, Rafał Sroka.